# هرمان روزا
هرمان روزا (بالألمانية: Hermann Rosa)‏ هو نحات ألماني، ولد في 2 أبريل 1911 في بيرنا في ألمانيا، وتوفي في 5 أكتوبر 1981 في ميونخ في ألمانيا.